# Dominick Browne (1er baron Oranmore et Browne)
Dominick Browne (28 mai 1787 - 30 janvier 1860), est un homme politique irlandais.

## Biographie
Il est le fils de Dominick Geoffrey Browne et de son épouse Margaret. Elle est la fille de George Browne, 4e fils de John Browne (1er comte d'Altamont). Sa sœur Henrietta (1789–1862) épouse Henry Dillon (13e vicomte Dillon) et est l'ancêtre de Clémentine (l'épouse de Winston Churchill) et des sœurs Mitford.
Il siège comme député du comté de Mayo de 1814 à 1826 et de 1830 à 1836 et est admis au Conseil privé d'Irlande en 1834. En 1836, il est élevé à la Pairie d'Irlande en tant que baron Oranmore et Browne, du château de Carrabrowne dans le comté de la ville de Galway et de Castle Macgarret dans le comté de Mayo.
Lord Oranmore et Browne épouse Catherine Anne Isabella, fille de Henry Monck, en 1811. Il meurt en janvier 1860, à l'âge de 72 ans, et est remplacé par son fils Geoffrey. Lady Oranmore et Browne est décédée en 1865.